# Grolsch
Grolsch (Koninklijke Grolsch N.V. eller Royal Grolsch N.V.) er et hollandsk bryggeri etableret i 1615 af Willem Neerfeldt i Groenlo. Det ligger i dag i Enschede og har været en del af SABMiller siden marts 2008. 
Grolsch er mest kendt for sit pilsnerøl som oprindelig blev brygget i Groenlo. Byen Groenlo var tidligere kendt under navnet Grolle, deraf navnet Grolsch. De Grolsch Veste har fået sit navn fra bryggeriet. Bryggeriet er sponsor for fodboldklubben FC Twente og dens hjemmebane. 